# 소다 크래커

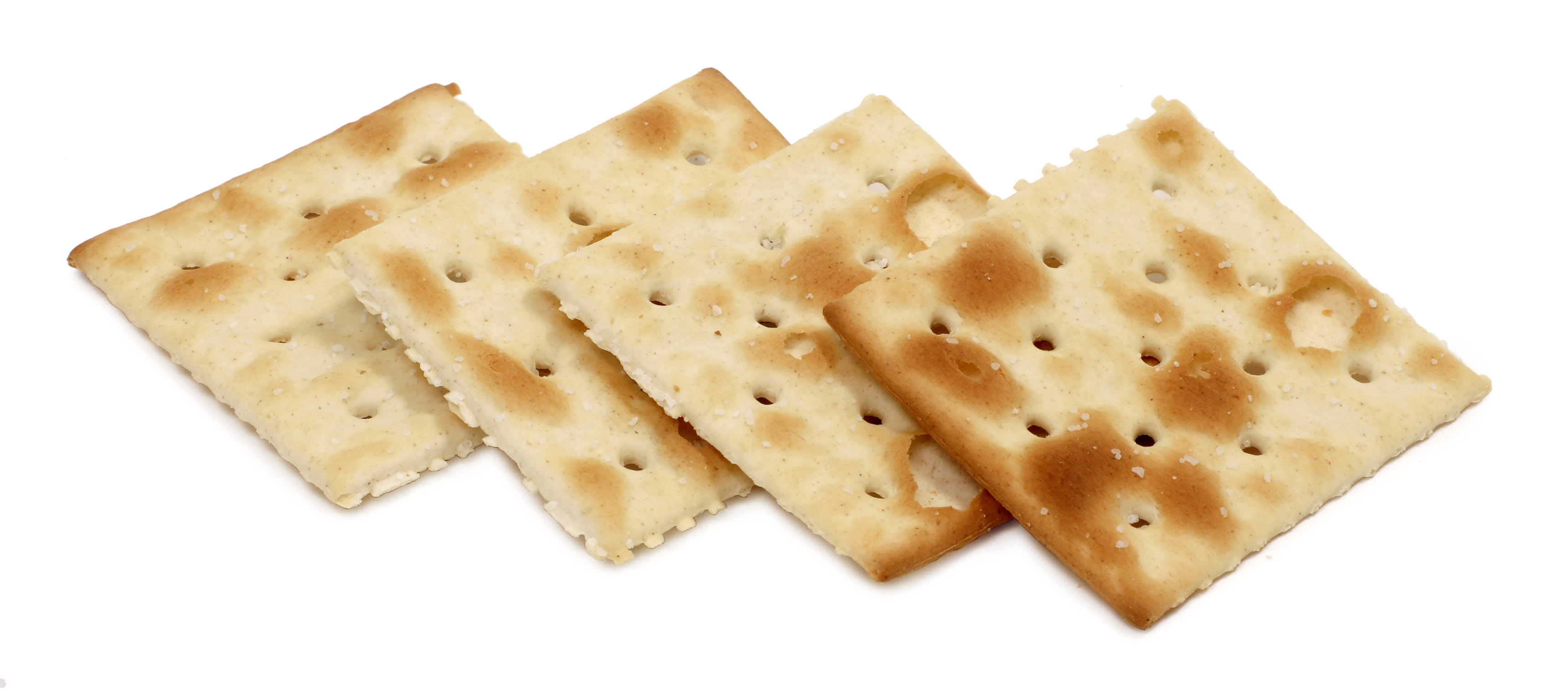
소다 크래커

소다 크래커(soda cracker)는 소다를 넣어서 살짝 구운 짭잘한 크래커이다.
일반적으로 흰 밀가루, 때로는 효모(많은 효모가 없지만) 및 베이킹 소다로 만든 얇고 일반적으로 사각형 크래커이며 대부분의 품종에 굵은 소금을 살짝 뿌린다. 표면에 구멍이 뚫려 있으며 건조하고 바삭바삭한 식감이 특징이다.
미주 지역에서 친숙한 소다 크래커 브랜드로는 Christie's Premium Plus(캐나다), Nabisco's Premium(미국), Sunshine Biscuits' Krispy(미국), Keebler's Zesta(미국)(둘 다 켈로그 소유), Molinos Modernos' Hatuey(도미니카공화국 소유) 등이 있다.

## 같이 보기
- 하드택
- 마차 (음식)